# شوتا واكا
شوتا واكا (باليابانية: 阿波加 俊太) (مواليد 7 فبراير 1995)، هو لاعب كرة قدم ياباني سابق كان يلعب كحارس مرمى.

## وصلات خارجية
- شوتا أواكا على موقع الاتحاد الدولي (مؤرشف)  (الإنجليزية)
- شوتا أواكا على موقع رابطة كرة القدم اليابانية للمحترفين (اليابانية)
- شوتا أواكا على موقع قاعدة بيانات كرة القدم.إي يو (الإنجليزية)
- شوتا أواكا على موقع Soccerway.com (الإنجليزية)
- شوتا أواكا على موقع عالم كرة القدم.نت (الإنجليزية)
- شوتا أواكا على موقع كووورة